# Żagiewka wielkopora

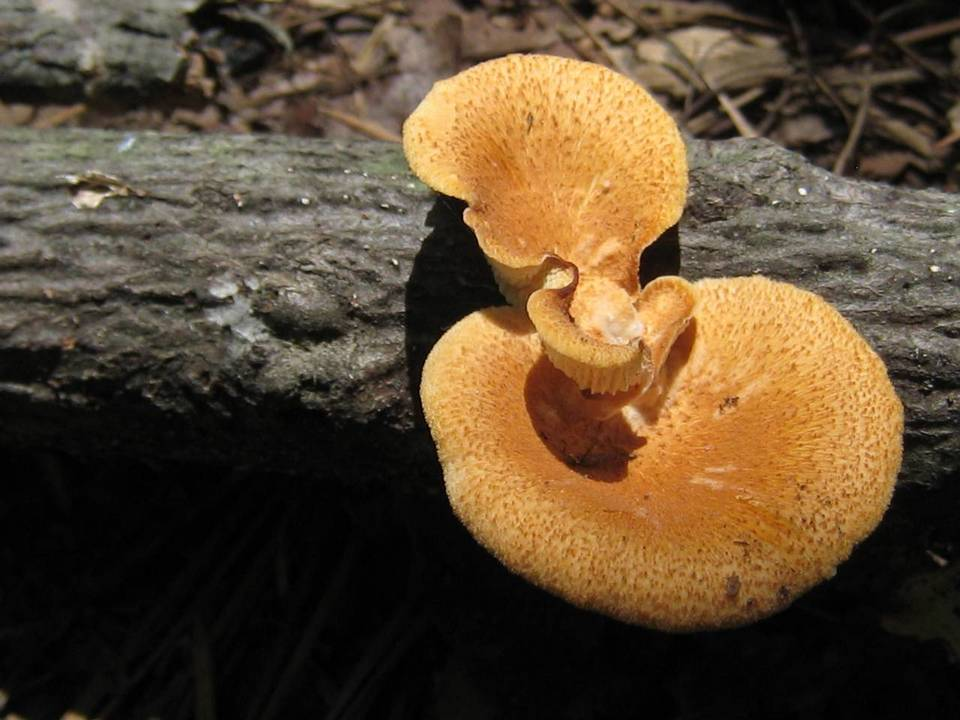

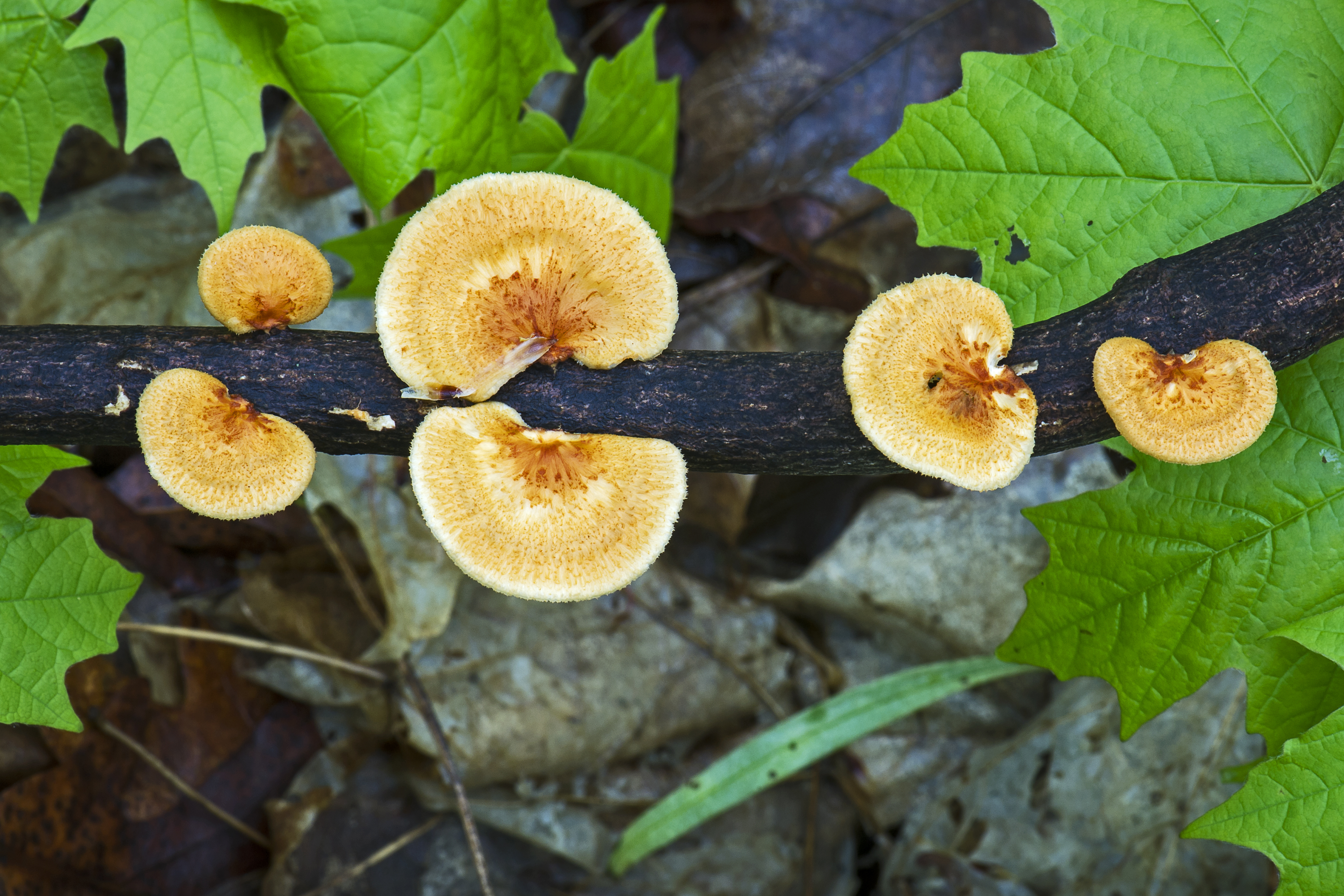

Żagiewka wielkopora (Neofavolus alveolaris (DC.) Sotome & T. Hatt.) – gatunek grzybów z rodziny żagwiowatych (Polyporaceae).

## Systematyka i nazewnictwo
Pozycja w klasyfikacji: Neofavolus, Polyporaceae, Polyporales, Incertae sedis, Agaricomycetes, Agaricomycotina, Basidiomycota, Fungi.
Po raz pierwszy opisał go w 1815 r. Augustin Pyramus de Candolle, nadając mu nazwę Merulius alveolaris. Obecną, uznaną przez Index Fungorum nazwę nadali mu K. Sotome i T. Hattori w 2013 r.
Ma 18 synonimów. Niektóre z nich:
- Polyporellus alveolaris (DC.) Pilát 1936
- Polyporus alveolaris (DC.) Bondartsev & Singer 1941
- Polyporus tenuiparies Laferr. & Gilb. 1990[2].

Stanisław Domański w 1967 r. nadał polską nazwę żagiew morwowa, Władysław Wojewoda w 2003 r. zmienił ją na żagiew wielkopora. Wówczas gatunek miał nazwę naukową Polyporus alveolaris Fr. Po przeniesieniu do rodzaju Neofavolus stała się ona niespójna z nową nazwą naukową. W 2021 r. Komisja ds. Polskiego Nazewnictwa Grzybów zarekomendowała nową nazwę żagiewka wielkopora.

## Morfologia
Owocnik
Jednoroczny, z trzonem. Kapelusz okrągły, owalny lub nerkowaty o średnicy do 8 cm, na środku nieco wybrzuszony lub nieco zapadnięty, u starszych okazów pofalowany i płatowaty. Brzeg długo podwinięty. Górna powierzchnia filcowata, blado czerwonawo-żółta, włóknista do łuskowatej ze spłaszczonymi, trójkątnymi łuskami, z wiekiem przechodząca w kolor kości słoniowej do blado płowożółtej, bezstrefowa, naga, gładka. Powierzchnia porów biała do jasnobrązowej, pory romboidalne, promieniowo wydłużone, w liczbie 1–2 na mm, poszarpane z wiekiem. Warstwa rurek zrośnięta z kontekstem i ma grubość do 5 mm. Kontekst o barwie od kości słoniowej do jasnobrązowej, niestrefowany, korkowaty, o grubości do 1 mm. Trzon środkowy do bocznego, płowożółty, nagi, do 1 cm długości i 5 mm grubości.
Cechy mikroskopowe
System strzępkowy dimityczny. Strzępki generatywne w kontekście szkliste w KOH, cienkościenne, rzadko rozgałęzione, ze sprzążkami, szerokości 2,5–4 µm, tworzące skórkę na powierzchni trzonu. Strzępki łącznikowe grubościenne, bez przegród, silnie rozgałęzione, ze zwężającymi się wierzchołkami, niektóre z rzadkimi rozgałęzieniami, wszystkie o szerokości 3–7 µm. Strzępki tramy podobne. Podstawki maczugowate, z 4 sterygmami, 24–32 × 7–9 µm, ze sprzążką bazalną. Bazydiospory cylindryczne, 10–13(14,5) x 3,5–5 µm.
Gatunki podobne
Duże pory ma także twardziak włosistobrzegi (Polyporus arcularius).

## Występowanie i siedlisko
Występuje na wszystkich kontynentach poza Antarktydą. Dość liczny w cieplejszych krajach Europy, w Polsce rzadki. W. Wojewoda w 2003 r. przytoczył 4 stanowiska z uwagą, że rozprzestrzenienie i stopień zagrożenia tego gatunku nie są znane. Liczne i bardziej aktualne stanowiska podaje internetowy atlas grzybów. Żagiewka wielkopora znajduje się na Czerwonej liście roślin i grzybów Polski. Ma status E – wymierający, krytycznie zagrożony.
Nadrzewny grzyb saprotroficzny. Występuje w lasach liściastych na martwym drewnie drzew i krzewów liściastych, na leżących na ziemi pniach i gałęziach. Powoduje białą zgniliznę drewna.